# 야로슬라프 블란테르

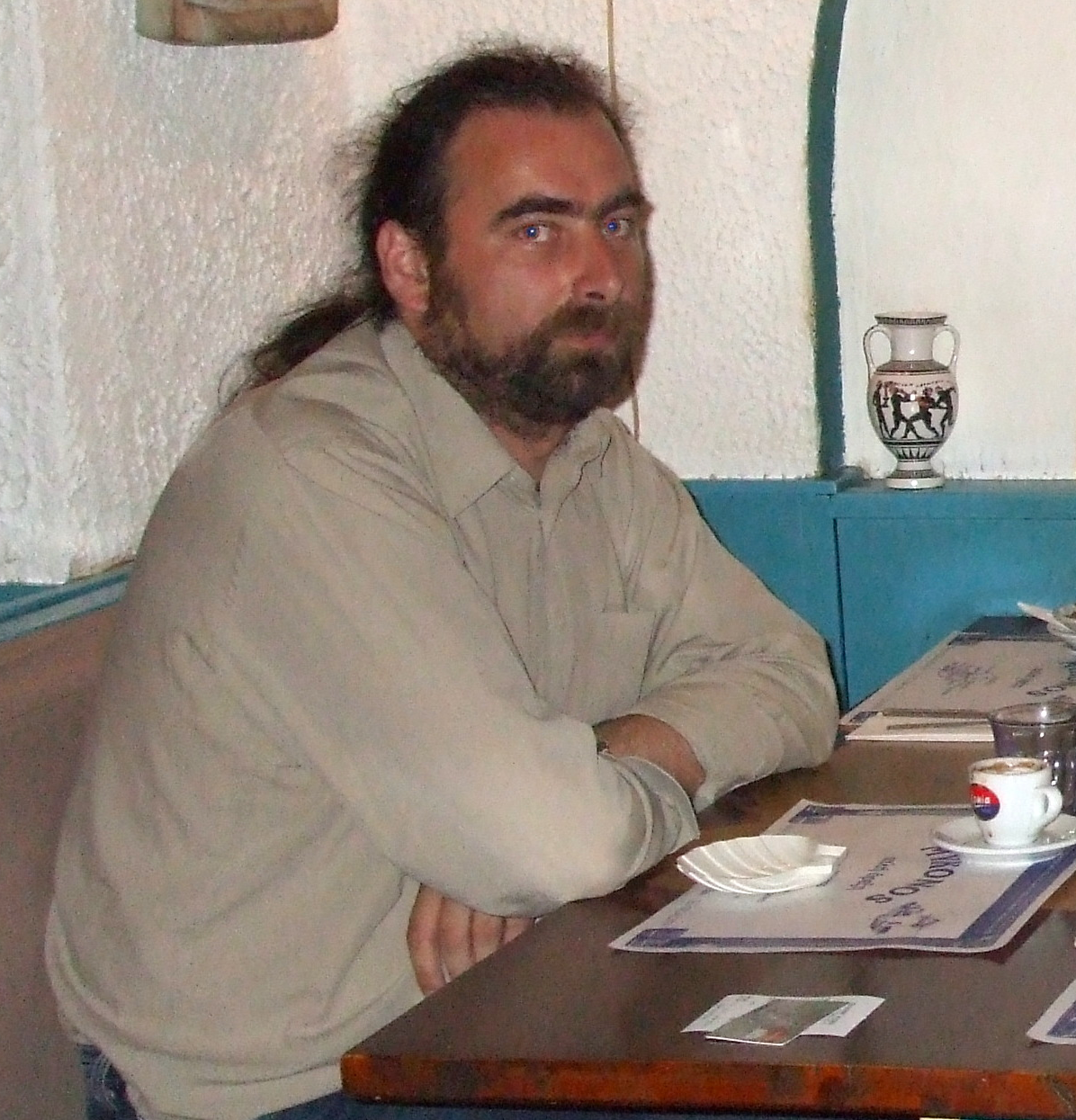
야로슬라프 블란테르

야로슬라프 미하일로비치 블란테르(러시아어: Ярослáв Миха́йлович Блáнтер, 1967년 11월 19일 ~ )는 러시아의 물리학자로 추출야금학, 응집물질물리학 전문가이다.

## 생애
소련 모스크바 출신이며 1984년에 모스크바 제2물리수학학교를 졸업했다. 1990년에는 모스크바 철강 합금 연구소 산하 물리화학부에서 추출야금학과를 졸업했고 1992년에는 모스크바 철강 합금 연구소에서 대학원 과정을 졸업했다.
1992년에는 위상학적 전환 과정에서 일어나는 전자 시스템의 운동 특성에 관한 양자 효과의 개발에 관한 논문을 발표하면서 부박사 학위를 받았다. 1990년부터 1994년까지 통계물리학, 일반 및 초전도 금속 이론, 고전 및 양자역학 전문 강사로 활동했고 1989년부터 1993년까지 모스크바 제43학교에서 수학 교사로 근무했다.
1995년에는 독일 알렉산더 폰 훔볼트 재단의 지원을 통해 카를스루에에 위치한 응축 물질 이론 연구소의 소장으로 취임했다. 1996년부터 2000년까지 스위스 제네바 대학교 교수로 근무했고 2000년부터 2007년까지 네덜란드 델프트 공과대학교 조교수로 근무했다. 2002년에는 네덜란드 델프트에서 열린 중시적인 양자 소음에 관한 북대서양 조약 기구(NATO) 고등 연구 연수회의 조직위원으로 참여한 3명 가운데 한 사람으로 참여했다.
2007년부터 2011년까지 러시아어 위키백과와 중재위원회의 관리자 권한을 가진 적극적인 기여자로 참여했다. 《데일리닷》(The Daily Dot)은 4년 동안 위키백과에서 일어난 사기극을 종식시킨 블란테르의 역할을 주목했다.